# Ожогино (Шатровський район)
Ожо́гино (рос. Ожогино) — село у складі Шатровського району Курганської області, Росія. Входить до складу Шатровської сільської ради.
Населення — 323 особи (2010, 416 у 2002).
Національний склад станом на 2002 рік: росіяни — 100 %.
У селі народився Герой Радянського Союзу Залісов Прохір Денисович (1914-1981).